# 阿迪勒·怯的不花
阿迪勒·怯的不花（阿拉伯语：‎；？—1297年），埃及伯海里王朝的蘇丹，由1294年12月－1296年11月在位。
他是伊兒汗國旭烈兀汗手下的衛拉特士兵，在第一次霍姆斯戰役中被擄至埃及，後來皈依伊斯蘭教，成為最高級埃米爾，後成為蘇丹。
在他統治時期，埃及和地中海東部的統治面臨的水和糧食短缺，經濟困難，造成許多人死亡的流行病，而他衛拉特人出身也是不受歡迎的原因。
他後來被叙利亞的埃米爾拉吉推翻。